# Querer É Poder
Querer é Poder é uma música gravada por José Augusto e Xuxa Meneghel. A canção se tornou popular por ter sido o tema de abertura da telenovela Sonho Meu (1993) exibida pela Rede Globo. Foi composta por José Augusto em parceria com Carlos Colla para o álbum José Augusto de 1992 lançado naquele ano pela gravadora RCA Records.

## Lançamento e versões
Foram lançadas duas versões de Querer é Poder, a original – que aparece no 17º álbum do cantor –, e uma versão acústica lançada seis anos depois no disco Minha Vida pela Globo Polydor. Para a versão acústica os arranjos foram alterados (agora orquestrados), José Augusto gravou novos vocais e convidou também o Coral das Meninas Cantoras de Petrópolis; já os vocais de Xuxa permaneceram os mesmos da versão original. A música também foi lançada no mercado latino em 1998 através do disco Apasionado (Mercury Records), mas curiosamente não em espanhol. A única faixa em português do álbum é justamente Querer é Poder.
A canção ganhou popularidade depois que foi escolhida como o tema de abertura da novela Sonho Meu da Rede Globo, exibida no ano de 1993. No último capítulo da trama, Xuxa e José Augusto fazem uma participação especial cantando a música direto da Ópera de Arame em Curitiba, ao lado dos personagens principais.